# PlayStation 4
PlayStation 4 (PS4) je herní konzole od japonské společnosti Sony Interactive Entertainment, výrobu zajišťuje společnost Foxconn Technology Group. Konzole byla oznámena jako nástupce PlayStationu 3 během konference svolané 20. února 2013. Prodej konzole oficiálně začal 15. listopadu 2013 v Severní Americe, v Česku byl prodej zahájen 13. prosince 2013. PlayStation 4 patří již do 8. generace herních konzolí spolu s konkurenčními konzolemi jako je Nintendo Wii U a Microsoft Xbox One. Jde o druhou nejprodávanější herní konzoli v historii po PS2.
Společnost Sony při návrhu PS4 upustila od komplikované architektury PlayStationu 3, založené na procesoru Cell. U PS4 tak je použit model běžný u PC, který představuje zejména osmijádrové APU od společnosti AMD, jehož grafická část u základního modelu dosahuje výkonu 1,84 TeraFLOPs a u modelu PlayStation 4 Pro dosahuje grafická část výkon 4,2 TeraFLOPs.
Sony u své v pořadí čtvrté konzole má v úmyslu zaměření na sociální hraní díky tlačítku „share“ (angl. sdílet), který se nachází na ovladači DualShock 4. Při jeho stisknutí začnete streamovat Vašim přátelům in-game obraz hry, kterou aktuálně hrajete nebo naopak. Konzole umožňuje propojení se službami či zařízeními následujícími metodami: Gaikai, herní služba postavena na cloudu, která umožňuje streamovat videoherní obsah; PlayStation App, program navržený pro PS4, který pomocí chytrých telefonů nebo tabletů umožní druhý obrazový výstup a PlayStation Vita, která může sloužit jako ovladač konzole díky vlastnosti Remote Play. K Playstation 4 Pro je navíc možno zakoupit virtuální realitu, také ve zkratce VR, která vás dokáže přenést do pomyslné reality. Her na virtuální realitu je nespočet, od obyčejné tzv. skákačky, přes různé 360° pohledy z celého světa až po propracované virtuální války nebo závody ve sportovních autech.

## Historie
Podle hlavního architekta konzole, Marka Cernyho, vývoj konzole osmé generace od Sony začal již počátkem roku 2008. Před méně než dvěma roky, začala Sony prodávat PlayStation 3 pro tehdejší aktuální sedmou generaci videoherních konzolí. PS3 šla do prodeje po několikaměsíčním odkládání kvůli problémům ve výrobě. Odklady způsobily, že Sony přišla se svojí PS3 až rok po Xboxu 360 ze stáje společnosti Microsoft, která měla na svém kontě prodaných více než 10 milionů kusů. Jim Ryan, CEO divize PlayStationu pro Evropu řekl, že Sony už se chce vyvarovat opakování problémů s PlayStationem 3.

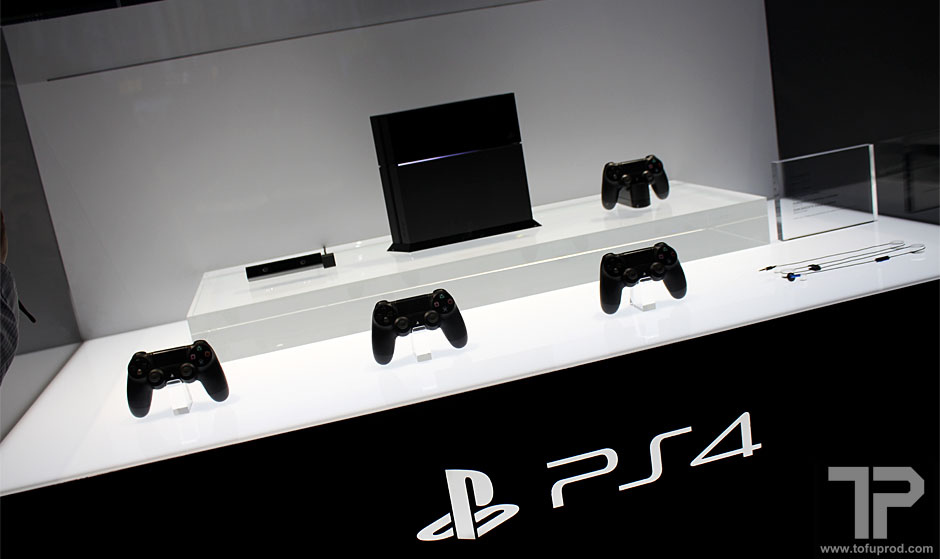
PlayStation 4 na výstavě E3 (2013)

V roce 2012, Sony začala prodávat vývojářské verze své budoucí konzole pro herní vývojáře, v podstatě se jednalo o upravené PC uvnitř s procesorem AMD (APU). Tyto vývojářské verze se nazývaly Orbis. Na začátku roku 2013, Sony oznámila událost s názvem PlayStation Meeting 2013, která se měla odehrát 20. února 2013 v New Yorku. Akce byla propagována se sloganem „future of PlayStation“ (angl. budoucnost PlayStationu). Na této akci Sony oficiálně představila PlayStation 4 včetně informací o použitém hardwaru, též se zde diskutovalo i o nových inovacích, které PS4 přinese. Sony také ukázala záběry z připravovaných her, které byly ještě ve vývoji, jako technologickou demonstraci a sílu konzole. Představení samotné konzole a ještě více informací o ní Sony ukázala v červnu 2013 na výstavě E3. Na výstavě Gamescom v německém Kolíně nad Rýnem, konané 20. srpna 2013, společnost konečně oznámila zahájení prodeje a to 15. listopadu 2013 v USA a Kanadě a 29. listopadu 2013 v některých zemích Evropy, Austrálii a ostatních státech amerického kontinentu. V Česku se prodej zahájí 13. prosince 2013 a např. v Japonsku, domovské zemi konzole, až 22. února 2014.

## Hardware
Konzole obsahuje hardware, který je velmi podobný hardwaru použitému v osobních počítačích. Obdobné součástky zajistily lehčí a cenově dostupnější vývoj her pro herní studia. Konzole jako taková byla představena na výstavišti E3 v roce 2013 společností Sony.
Hardware PlayStation 4 představuje zejména APU mikroprocesor od společnosti AMD vyvíjený ve spolupráci se Sony.
Tento čip v sobě spojuje relativně veliký počet různých součástí, kterým dominují tři druhy procesorů, dále paměťový řadič a video dekodér.
Procesory (CPU) představují základ konzole. V první řadě to je 8 klasických 64bitových procesorů (CPU jader), které řídí celou konzoli. Jedno jádro má výkon 12,8 GFLOPs, všech 8 společně má výkon přibližně 102,4 GFLOPs (ev. 134,4 GFLOPs pro verzi PlayStation 4 Pro). Jejich síla spočívá zejména v zavedené kompatibilitě a úzkém spojení s výkonnými GPU jádry.
Grafická část (GPU) je taktovaná na rychlost 800 MHz (911 MHz u PS4 Pro) a s jednotkami CPU úzce spolupracuje 18 nebo 36 GPU procesorů (8 asynchronních jader), které kromě grafických výpočtů počítají i herní fyziku a efekty. Grafická část má výkon až 1,84 TFLOPs (4,19 TFLOPs PS4 Pro). GPU nemá žádnou paměť VRAM, protože pro grafické operace používá systémovou paměť RAM.
Konzole má i audio procesor (DSP jádro), který zpracovává zvuk. Nakonec má konzole na mainboardu jeden mikroprocesor ARM, který řídí konzoli, když je vypnuté APU. Také se stará o úlohy spojené se stahováním, nahráváním a sociálním hraním. Tyto úlohy mohou být nezávisle ukončeny na pozadí během hraní a i tehdy, když je konzole v režimu spánku.
Operační paměť typu GDDR5 je schopna běžet na frekvenci až 2,75GHz (5,5GT/s) a maximální paměťová propustnost je až 176GB/s. Konzole obsahuje 8 GB operační paměti typu GDDR5, což je 16× větší množství než v předchůdci a dává tak výraznou rezervu do budoucna.
Zabudovaná optická mechanika dokáže jen číst Blu-ray či DVD média, nikoliv zapisovat. Rychlost čtení Blu-ray disků je oproti PS3 více než trojnásobná. Oproti předchůdci, optická mechanika dokáže přečíst až 16vrstvý Blu-ray disk s celkovou kapacitou 400 GB. Přehrávání CD disků již není podporováno. Ačkoli konzole podporuje fotografie a videa v rozlišení 4K, PS4 není schopna renderovat hry v rozlišení větším, jak 1080p (Full HD). Konzole obsahuje pevný disk s velikostí 500 GB, přičemž umožňuje disk vyměnit za vlastní pomocí návodů dostupných online.
Konektivita konzole je zajištěna pomocí Ethernetu, Wi-Fi, Bluetooth modulu a dvou USB portů ve verzi 3.0. Pomocný Aux port je v konektorové výbavě též zahrnut kvůli propojení PlayStation Camera, digitální kameře snímající pohyb. Mono sluchátka, která mohou být připojena přímo do gamepadu, jsou již součástí balení. Co se týče digitálních A/V výstupů, je tu kromě HDMI i optický SPDIF konektor. Konzole již neobsahuje žádný analogový A/V výstup. Konzole obsahuje stav s nízkým odběrem proudu, nazvaným „Suspend Mode“. Tento stav uvede konzoli do režimu s nízkým odběrem, zatímco po probuzení konzole má hráč okamžitý přístup k pozastavené hře. PlayStation 4 v tomto stavu umožňuje stahovat různý obsah a též stahovat i systémové aktualizace.

## Příslušenství

### Ovladače

#### DualShock 4

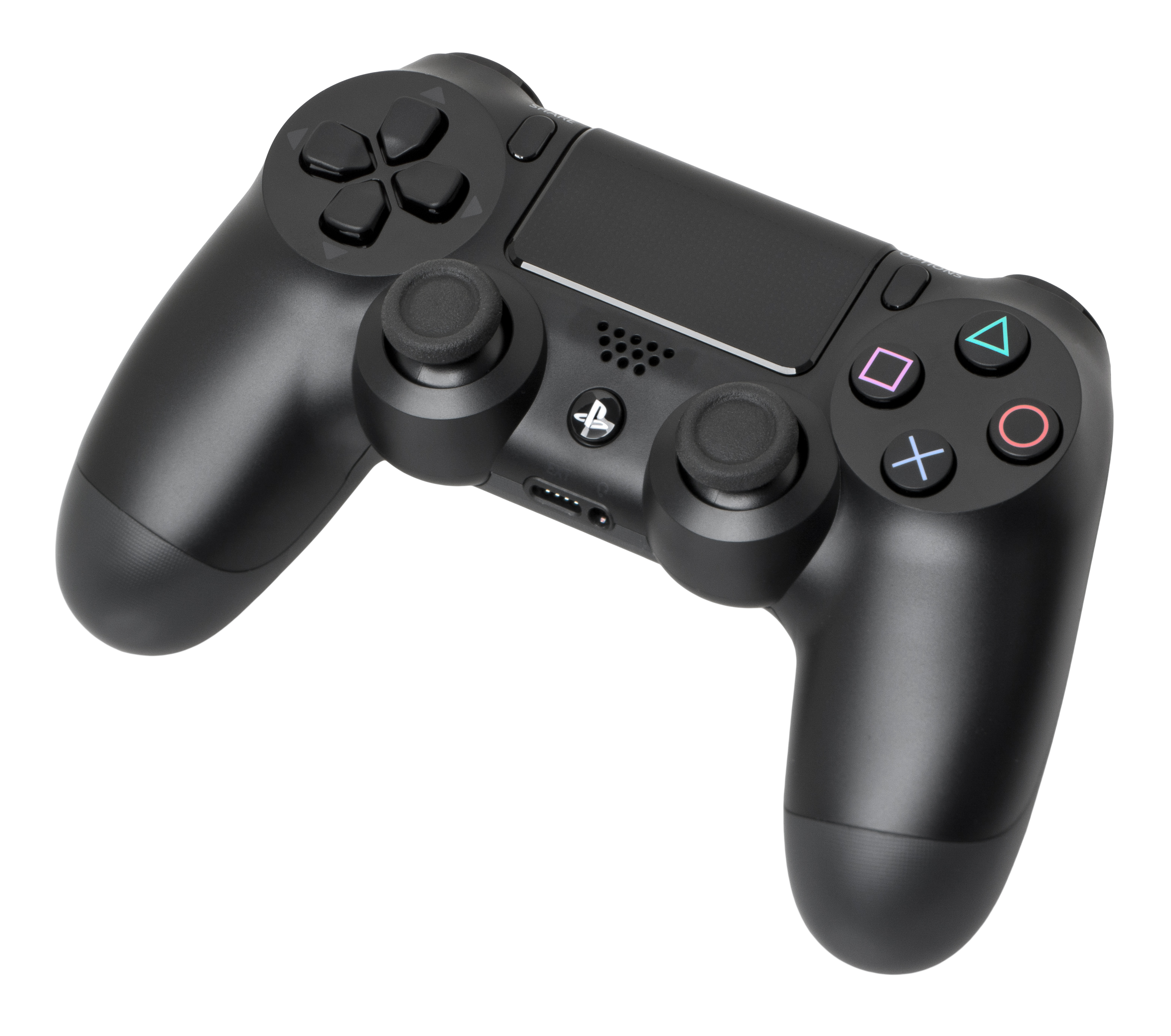
Sony DualShock 4

PlayStation 4 se ovládá pomocí ovladače DualShock 4, který je podobný svému předchůdci, který ale s PS3 kompatibilní není. DualShock4 se s konzolí propojuje přes Bluetooth 2.1 +EDR. Ovladač přinesl jisté inovace a to např. kapacitní touchpad v prostřední části ovladače. Též podporuje pohybové snímání díky tříosovému setrvačníku & acelerometru a také vylepšené vibraci. DualShock 4 je první ovladač od společnosti Sony, který oficiálně podporuje kromě PlayStationu i PC. Uvnitř ovladače je zabudovaná baterie typu Li-Ion s celkovou kapacitou 1000 mAh, která se však nedá žádným způsobem vyměnit. DualShock 4 váží 210 g a jeho rozměry jsou 162×92×98 mm.
Gamepad obsahuje i konektory jako stereo 3.5mm jack a microUSB, ale také i mono reproduktor. Přes zmíněný microUSB port se dá pohodlně nabíjet a po nabití baterie opět může pracovat bez kabelu. Ovladač obsahuje následující tlačítka: Hlavní tlačítka označována jako akční (, , , ), krajní tlačítka (R1/L1), spouště (R2/L2), analogové páčky (L3/R3), PlayStation tlačítko, tlačítko pro sdílení, tlačítko pro nastavení, čtyřsměrové tlačítko a nakonec tlačítko pro obsluhu touchpadu. Velmi známá tlačítka Start a Select se integrovaly do již zmíněného Options tlačítka. Jednoúčelové Share tlačítko dovoluje hráčům nahrát jejich záběry z her. DualShock 4 také obsahuje světlý sloupek, který může zobrazovat různé barvy. Barvy mohou upozornit hráče na různé varování, např. na skoro vybitou baterii v ovladači. Také slouží pro kameru, aby lépe rozeznala pohyb a hloubku ovladače. Toto je postaveno na již existující technologii, která se uplatnila u pohybového ovladače, PlayStation Move. Existující PS Move ovladače jsou s PS4 kompatibilní, na rozdíl od DualShocku 3.
15. září 2016 vyšla druhá generace ovladače DualShock 4 V2. Mezi vylepšení patří například komunikace přes rozhraní USB (původní jen přes Bluetooth), delší životnost baterie a možnost vidět světelnou lištu z horní části touchpadu.

#### PlayStation Move

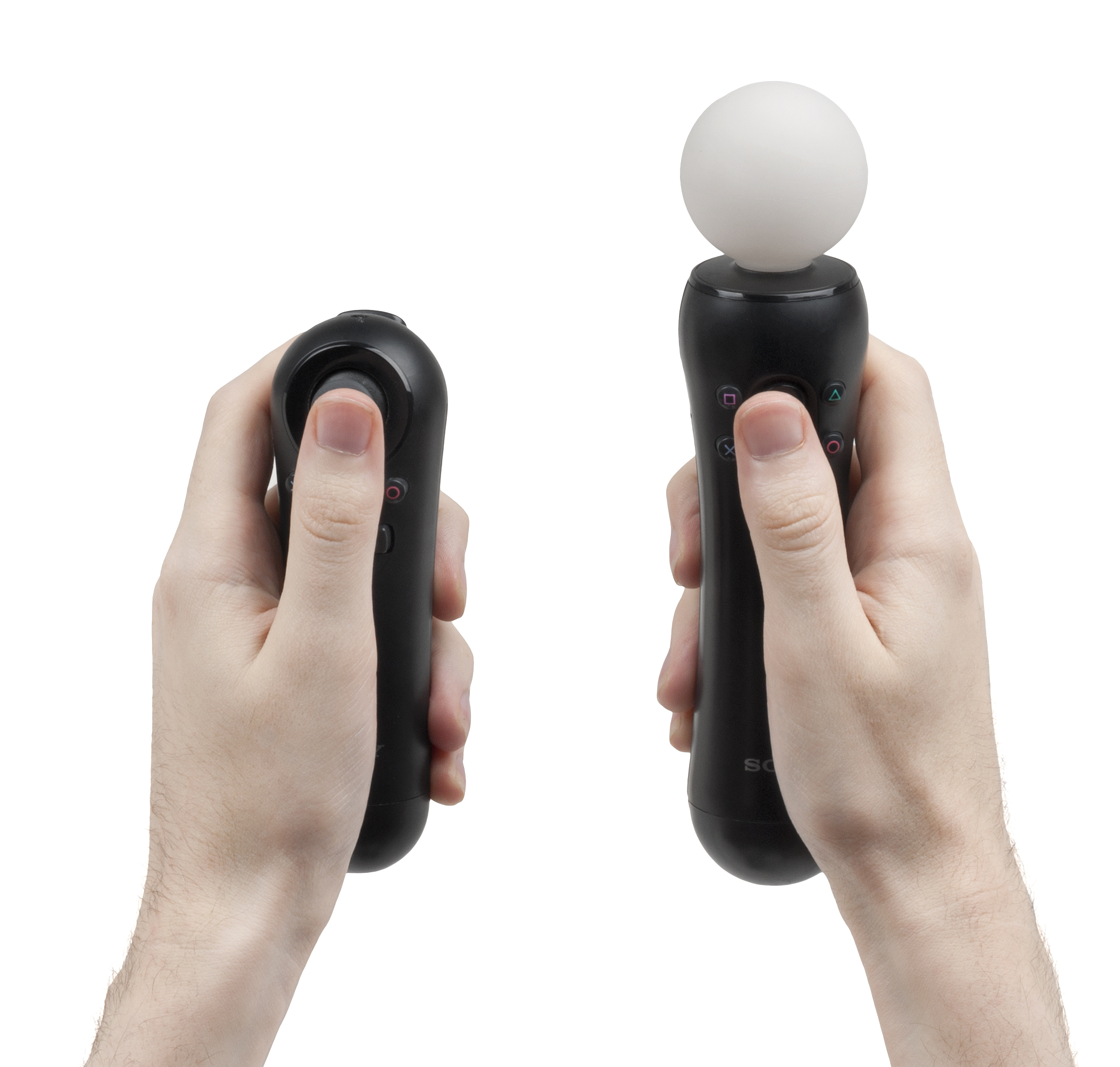
PlayStation Move

Je to pohybový ovladač s integrovaným pohybovým snímačem původně vytvořený pro PlayStation 3, avšak podporuje též i PlayStation 4. PS Move snímá pohyb a pozice je rozpoznávána díky PlayStation kameře (u PS3 PlayStation Eye). PS Move je konkurencí Wii Remote od společnosti Nintendo a Kinect snímači od společnosti Microsoft. PlayStation Move se skládá ze dvou ovladačů. První ovladač se nazývá jednoduše „pohybový ovladač“, který uživateli umožňuje snímat jeho pohyb, pokud uživatel stojí čelem před PlayStation kamerou. Druhý ovladač je „navigační ovladač“ a je navržen pro spolupráci s pohybovým ovladačem, navigační ovladač slouží pro různé typy her, kde se uplatní a díky tlačítkům, které obsahuje, dokáže zastoupit funkcí i gamepad DualShock. Sony pro PS Move prodává i nástavce, kteří z něj mohou udělat samopal či pistoli. Kromě toho tu je i nástavec, který ho promění ve volant. K dostání je i nabíjecí stanice. Ačkoliv byl PS Move uveden již pro existující PlayStation 3, kampaň pro toto zařízení byla velice masivní. PS Move vyšel 15. září 2010 v Evropě a Asii, 16. září 2010 v Austrálii, 17. září 2010 ve Velké Británii a USA a 23. října v Japonsku. V roce 2013 Sony potvrdila, že PlayStation Move bude plně kompatibilní s PlayStationem 4 a bude ještě přesnější ve snímání díky pokrokovější kameře PlayStation Camera.

### PlayStation Camera

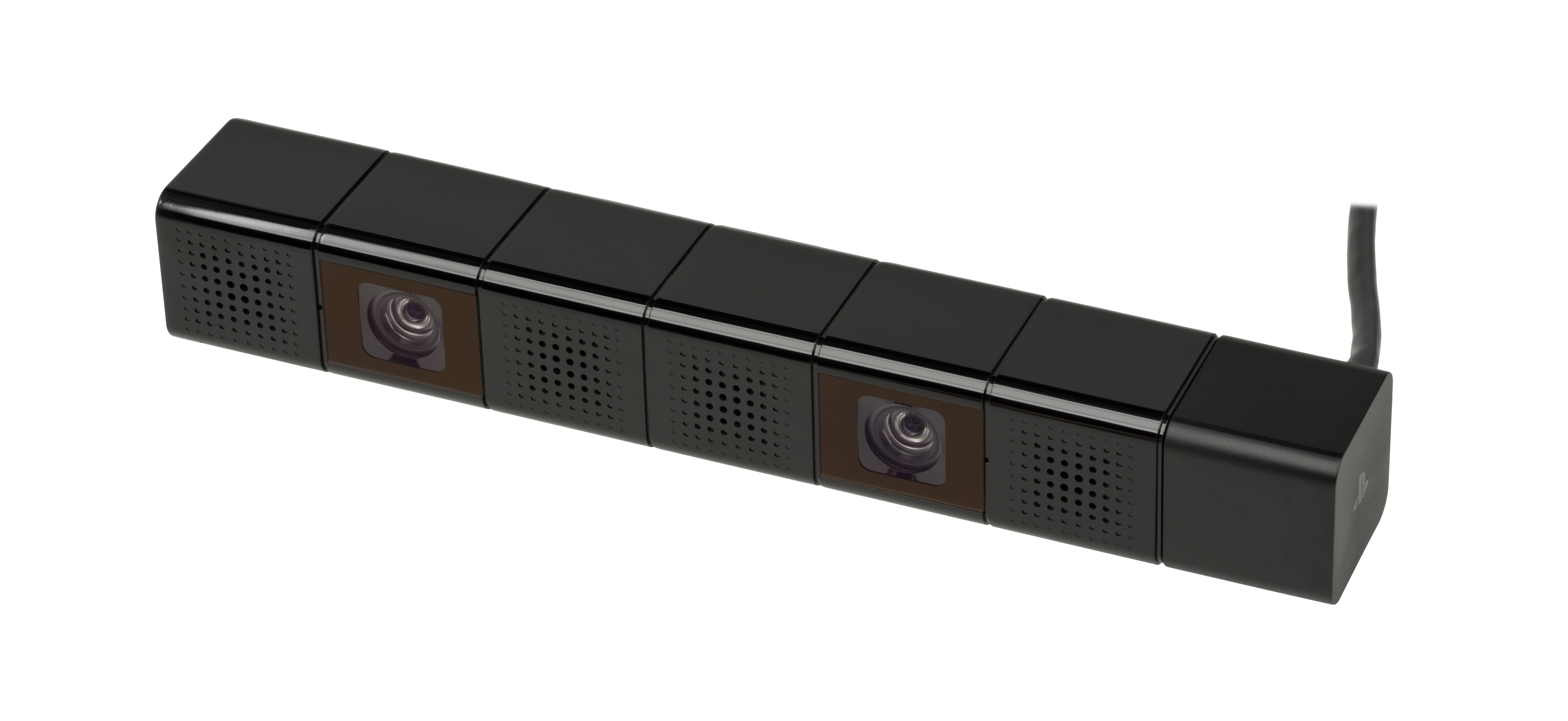
PlayStation Camera na PS4

Jedná se o kameru výhradně určenou pro PlayStation 4, která snímá pohyb. Obsahuje dva optické snímače s rozlišením 1280×800px, clonou f/2.0 s, ohniskovou vzdáleností 30 cm a zorným polem 85°. Nastavení kamery umožňuje různé typy provozování. Oba snímače v kameře spolu umožňují vytvořit objekty v jejich zorném poli díky fotogrammetrii, tedy podobně jako Kinect u Xboxu 360. Eventuálně jde jeden snímač využít pro tvorbu videa, zatímco druhý snímač by byl využit pro zaznamenávání pohybů. PlayStation Camera také obsahuje čtyřkanálový mikrofon, který slouží pro potlačení nežádoucích zvuků v pozadí a může být případně použit pro vykonávání příkazů hlasem. Rozměry kamery jsou 186×27×27 mm. Kamera může natáčet ve formátu RAW nebo YUV a ke konzoli se připojuje přes pomocný (neboli Aux) konektor. PlayStation Camera byla vydána jako volitelné příslušenství a prodává se tedy samostatně.
PS4 Camera Version 2 (CUH-ZEY2) má novou kompaktní válcovou formu a stojan umožňující jednodušeji přizpůsobit úhel kamery.

### PlayStation VR

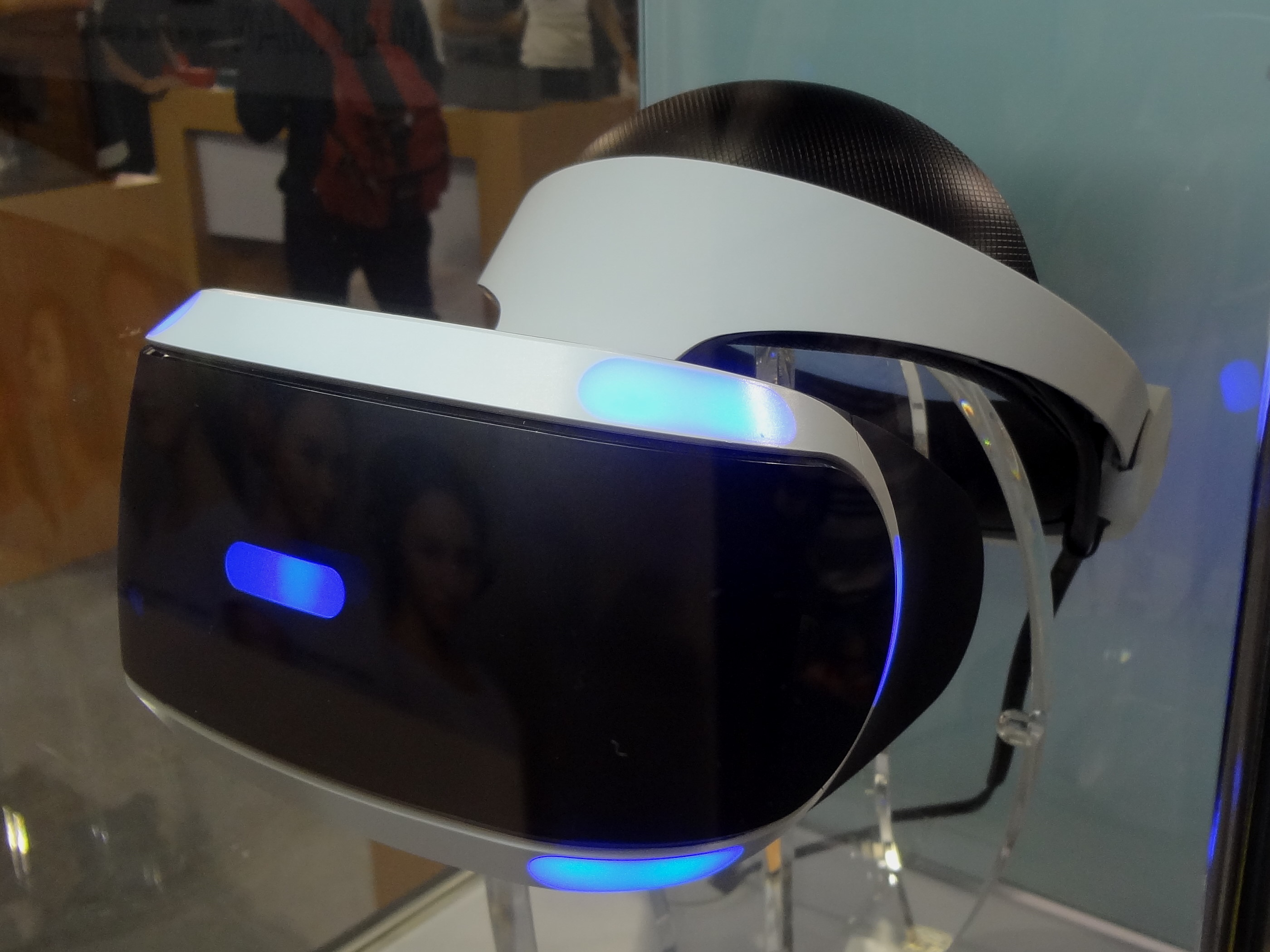
PlayStation VR

PlayStation VR je systém virtuální reality pro systém PlayStation 4. Náhlavní souprava obsahuje panel displeje s rozlišením 1080p, LED světla pro sledování jejího pohybu, a ovládací skříň, která zpracovává 3D zvukové efekty, stejně jako výstup videa na externí displej. PlayStation VR lze také použít s pohybovým ovladačem PlayStation Move.

### Ostatní zařízení
Z oficiálních periferiích se dá k PS4 také připojit klávesnice a myš Hori Tactical Assault Commander a závodní volanty značek Hori, Thrustmaster a Logitech.
Chytré mobily a tablety od společnosti Sony vč. herní přenosné konzole, PlayStation Vita, dokáží komunikovat s PS4 a na svých displejích mohou zobrazit obraz z konzole. Mimoto mohou konzoli uvést do režimu spánku.

#### Remote Play
Jedná se o vychytávku, která umožňuje obraz vč. zvuku přesměrovat z PlayStationu 4 do přenosné herní konzole PlayStation Vita či smartphonů a tabletů XPERIA™ místo televize. V podstatě tato vlastnost umožňuje hrát hry z konzolí na přenosných zařízeních. Jedná se o obdobu funkce Off-TV Play u konkurenční konzole Nintendo Wii U. Co se týče oficiální kompatibility, Sony oznámila, že veškeré hry určené pro PS4 budou podporovat funkci Remote Play a tudíž budou moci být hrány na PS Vitě a zařízeních XPERIA.

#### PlayStation App
Je aplikace pro mobilní telefony s operačním systémem Apple iOS nebo Google Android. Aplikace umožňuje komunikovat s PS4 přes smartphone, podobně jako program SmartGlass u konkurenčního Xboxu. Hráči mohou tedy tuto aplikaci použít např. pro nakupování her, když jsou mimo domov, v přímém přenosu sledovat přátele, jak hrají některou svojí hru, mohou chatovat se svými kontakty v PlayStation Network atd.

## Hardware původní verze
Specifikace:

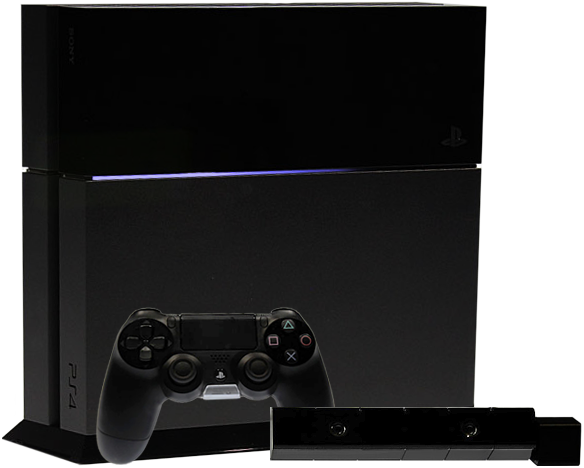
PlayStation 4

- CPU: osmijádrový 28nm 64bitový procesor AMD Jaguar 1.6 GHz
- GPU: GPGPU AMD Radeon GCN 800 MHz, až 1.84 TFLOPS
- Operační paměť: 8 GB RAM GDDR5 2.75 GHz
- Blu-ray a DVD mechanika
- HDD: 500 GB SATA (vyměnitelný i za HDD s větší kapacitou, podporuje i SSD disky)
- Bezdrátové spojení: Wi-Fi (2.4GHz 802.11b/g/n)
- Bluetooth 2.1

Konektory:
- 2× USB 3.0
- Výstup HDMI 1.4 (po aktualizaci softwaru 2.0)
- TOSLINK optický zvukový výstup
- LAN vstup pro Ethernet
- AUX vstup pro kameru

Dualshock 4:
- Tlačítko Options/Share
- Dotyková plocha touch pad (s proklikem)
- Mono reproduktor
- Jack konektor pro sluchátka (i s mikrofonem)
- Světelná lišta – Light Bar (pro snímání ovladače kamerou)

## Software

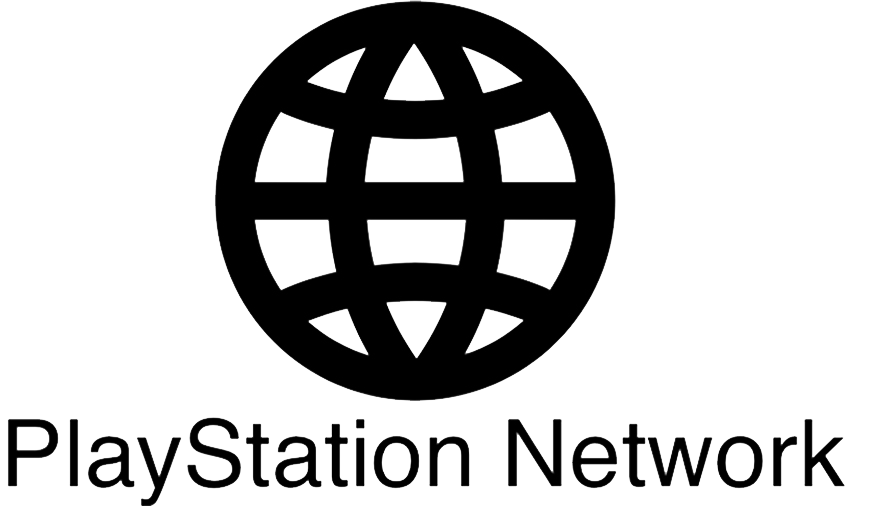
PlayStation Network logo

PlayStation 4 běží na operačním systému Orbis OS, který je založen na operačním systému FreeBSD. Konzole přímo nevyžaduje k fungování internetové připojení, ale je-li připojena, získá tím bohatší funkcionalitu. Síť PlayStation Network umožní uživatelům se připojit k mnohým online službám včetně online obchodu PlayStationu Store, zpoplatněných služeb Video Unlimited, Spotify (placená je pouze premium verze) a další. Uživatelé také mohou procházet herní tituly a mohou je streamovat přes Gaikai téměř okamžitě. Přístup k multiplayeru v každé hře kromě free-to-play verzím bude vyžadovat členství v PlayStation Plus službě, které je zpoplatněno. Kvůli tomu, Sony nepovolila na své konzoli tzv. online passy, což je kód, díky kterému může osoba, jenž zakoupila již použitou hru, hrát multiplayer. Online pass byla reakce herních vydavatelů na stále populárnější nákupy her v bazarech. Sony má v úmyslu ještě rozšířit a rozvinout stávající služby, a tak prodloužit životnost konzole.
PlayStation 4 podporuje přehrávání Blu-ray a DVD disků. Přehrávání CD disků není podporováno, jelikož konzole již nedisponuje infračerveným 780 nm laserem. Vlastní audio a video soubory však lze přehrávat z jednotek USB a ze serverů DLNA pomocí aplikace Media Player.
Uživatelské rozhraní v PS4 se nazývá PlayStation Dynamic Menu a je to nástupce XrossMediaBar, který Sony používala u PlayStationu 3, PlayStationu Portable a PSX. Nové menu je oproti XMB více přizpůsobitelné podle hráče. Uživatelský profil hráčům zobrazuje nedávnou aktivitu, jejich celá jména a další podrobnosti. Domovská stránka PS4 též obsahuje uzpůsobený obsah přátel. Služby třetích stran, jako jsou Netflix a Amazon Instant Video, jsou dostupné skrze nové uživatelské prostředí. Je tak možné dělat více úloh najednou, např. otevřít internetový prohlížeč při rozehrané hře. Co se týče ovládání hlasem, mikrofon nebo kamera umožňují uživateli ovládat konzoli skrze hlasové příkazy.

## Služby

### PlayStation Network
Je to komplexní online služba poskytovaná výhradně herním konzolím PlayStation od společnosti Sony. Kromě podpory PlayStationu 4 je dostupná i pro PlayStation 3, PlayStation Portable a PlayStation Vita. PSN je část služby Sony Entertainment Network. Pokud chce být uživatel na síti PSN, musí mít svou přezdívku (označováno jako online ID), automaticky generované přenosné ID a svůj založený profil, což zahrnuje kromě osobních údajů také profilový obrázek. PSN má také zabudovaný systém odměn zvaný Trophies. Největší konkurencí ve svém oboru je služba Xbox Live společnosti Microsoft. Aktuálně je PS Network dostupný v 63 zemích světa.
Pod pojmem PlayStation Network se de facto skrývají jednotlivé online služby – online obchod PlayStation Store, služba PlayStation Plus, video portál YouTube, sociální síť Facebook, rodičovská ochrana, novinky ze světa PlayStation „What's New“, možnost chatovat / volat s přáteli, možnost hrát videohry po Internetu, aktualizační služba firmwaru apod.

### PlayStation Store
Jedná se o virtuální online obchod, spuštěný v listopadu 2006 společně s příchodem PlayStationu 3, dostupný přes síť PlayStation Network. PS Store je dostupné pro PlayStation 4, PlayStation 3, PlayStation Vita a PlayStation Portable. V lednu 2013 se PlayStation Store stalo dostupným přes internetový prohlížeč z jakéhokoliv zařízení. Díky tomu mohou hráči být na PS Store kdykoliv, pokud mají dostupný Internet a zařízení s prohlížečem. Obchod nabízí širokou škálu stahovatelného obsahu jak zdarma, tak placeně. Dostupný obsah zahrnuje plné hry, rozšiřitelný obsah, herní dema, trailery z her a témata pro konzole. Dostupný obsah se liší podle regionu. Placený obsah se může platit dvěma způsoby – buďto pomocí kreditní karty nebo zakoupeného kreditu pomocí dobíjecí karty dostupné v kamenných řetězcích i online obchodech, platí se pomocí české koruny. Jeho obsah v PAL regionu, do jehož spadá i Česko, se aktualizuje pravidelně každou středu.

### PlayStation Plus
Oproti PS3, konzole PS4 vyžaduje předplacené PS Plus pro hraní v režimu více hráčů (multiplayer). Tato služba je v podstatě předplatné, díky kterému uživatelé každý měsíc získají zdarma dvě vybrané hry, které jim zůstávají do doby, než si PS Plus znovu předplatí. Dalšími výhodami je online úložiště o velikosti 1 GB (s novým updatem konzole na podzim 2015 dojde k navýšení na 10 GB), slevy na placený obsah v obchodě PS Store, dřívější přístup k beta verzím her, demoverzí, prémiového stahovatelného obsahu a další výhody. PlayStation Plus je možné zakoupit na tři měsíce nebo na rok.

### Sociální prvky
Sony je zaměřena na sociální aspekty jako na hlavní funkci PlayStationu 4. Přestože konzole obsahuje vylepšenou funkcionalitu se sociálními sítěmi, je to volitelná vlastnost a může být zcela vypnuta. Hráči mají na výběr, zda použijí jako své vystupování, skutečné jméno, svou přezdívku a nebo i úplnou anonymitu, pokud je to důležité. Ovladač DualShock 4 obsahuje „share“ tlačítko, které hráči umožňuje prohlížet posledních 15 minut z hraní a z toho vytvářet vytípané obrázky nebo videa vhodné ke sdílení. Ty jsou z konzole souvisle nahrávány buďto k přátelům používajícím též PSN nebo na sociální sítě jako je Facebook nebo Twitter a další. Další vlastností konzole je živé vysílání. Hráči mohou procházet živé přenosy jejich hráčům skrze menu PS4 s možností komunikace s hráčem skrze kameru nebo mikrofon pro sledování nebo i výpomoc pro těžké překážky. Hráči také mohou vysílat živé video z jejich hraní přes služby Twitch a YouTube. Přátelé mohou tato videa komentovat a hodnotit z jiných internetových prohlížečů a zařízení.

## Hry
Hry pro PlayStation 4 nejsou regionálně omezeny. To v praxi znamená, že pokud se hra koupí např. v USA, hráč z Německa ji bude moci bez problémů provozovat na své konzoli koupené v Německu. Sony také věří, že PS4 umožní nezávislým a také i profesionálním herním vývojářům lehčí vývoj pro tuto konzoli díky použitým součástkám podobným počítačovým. Sony také dovoluje nezávislým vývojářům vydávat hry pod vlastním jménem na síti PSN pro PS4, PS3 a PS Vitu. Společnost oznámila, že nejméně deset her od nezávislých vývojářů bude mít svůj debut na konci roku 2013. Každý herní titul pro PS4 si bude moci uživatel koupit buďto fyzicky nebo online. Některé hry budou mít svou demoverzi, což umožní hráči si hru před koupí nejdříve vyzkoušet. Sony navíc nevyžaduje, aby se konzole připojovala online k ověření její legitimity. PlayStation 4 také obsahuje vlastnost PlayGo, která umožňuje hrát hru, kdy ještě není dokončena její instalace / stahování.
Některé hry jsou exkluzivně vyvinuty jen pro PS4, mezi nejprodávanější patří: Uncharted, The Last of Us, Spider-Man, Horizon: Zero Dawn, God of War, Gran Turismo, Bloodborne, Persona 5, Detroit: Become Human, Last Guardian, Yakuza 6, Shadow of the Colossus a WipEout Omega.

### Zpětná kompatibilita
Konzole podporuje některé hry vydané pro svého předchůdce PlayStation 2 prostřednictvím emulátoru (tedy i offline, bez Gaikai). Sony také plánuje streamování her z jiných PlayStation platforem prostřednictvím cloudu. Emulace bude fungovat prostřednictvím služby Gaikai, kterou Sony koupila v červenci 2012. Služba tedy bude streamovat a renderovat předchozí PlayStation hry do PS4 a PS Vita přes Internet. Hrát lze jen některé hry, nyní je to 54 her z PS2.

## Prodeje
Společnost Sony v srpnu 2013 oznámila, že předobjednávky PS4 pokořily hranici jednoho milionu. Při startovním dni prodeje konzole se v Severní Americe prodalo přes jeden milion kusů. Během startovního dne ve Velké Británii se PlayStation 4 stal nejlépe prodávanou konzolí za 48 hodin s celkovým počtem 250 000 kusů. K 28. prosinci 2013 bylo celkem prodáno 4 200 000 kusů konzole. K 2. březnu bylo prodáno celkem 6 000 000 kusů, původně mělo být prodáno pouze 5 000 000 kusů do konce března. Na konci roku 2014 bylo oznámeno tedy v listopadu, že konzole PS4 je nejprodávanější za 9 měsíců v USA.
V průběhu výstavy CES 2016 SONY oznámilo prodej 35,9 miliónů konzolí. Podle společnosti Sony se 22. května 2016 konzole PlayStation 4 prodalo 40 miliónů. Od 16. června 2018 bylo celkem prodáno přes 80 milionů kusů.
K říjnu 2019 se prodalo přes 102,8 milionů PS4, jde tak o druhou nejprodávanější konzoli v historii po PS2.

## Novější verze

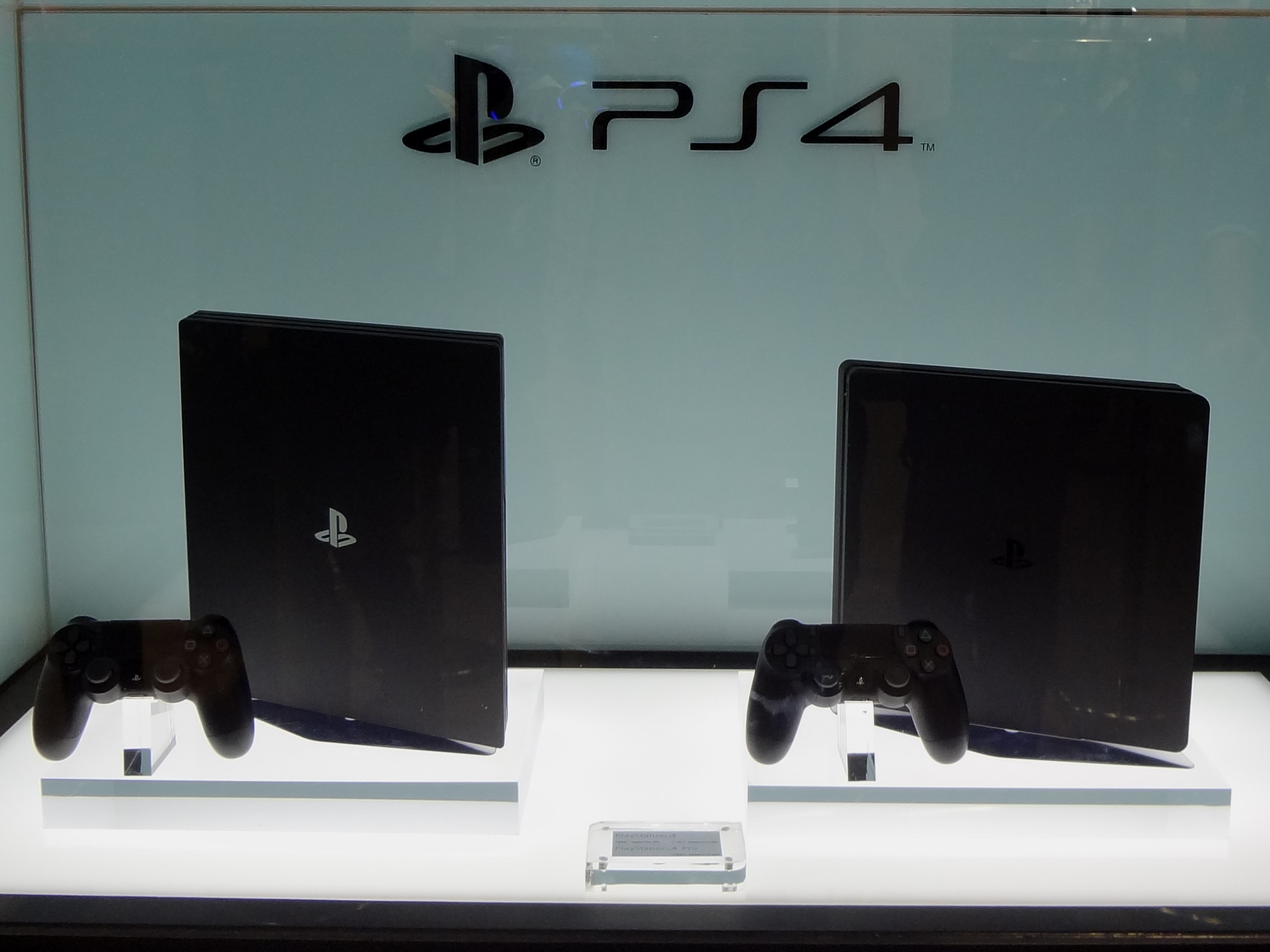
PS4 Pro a PS4 Slim

### PlayStation 4 Slim
Zmenšený PlayStation 4 Slim (typ CUH-2000) vyšel 15. září 2016 jako nástupnická verze původního PS4. 500 GB verze byla prodávána za stejnou cenu jako původní PS4 verze, k dispozici byla také verze s 1 TB paměti. Od dubna 2017 se vyrábí jen verze s 1 TB úložného prostoru. Jde o 40 % menší verzi než původní model, je mírně zaoblenější a povrch vršku má místo dvoutónového provedení celý matný. Dva USB porty na přední straně byly aktualizovány na novější standard USB 3.1 a mají mezi sebou větší rozestup, optický audio port byl ovšem odstraněn. PS4 Slim má rychlejší podporu Wi-Fi 5GHz a bluetooth 4.0, oproti původní PS4, která podporuje pouze 2,4 GHz Wi-Fi a zastaralé připojení bluetooth 2,1.

### PlayStation 4 Pro
Modernizovaná verze PlayStation 4 Pro (typ CUH-7000) vyšla 10. listopadu 2016. Jedná se o verzi se zdokonaleným hardwarem umožňující rozlišení 4K a s vylepšenou výkonností PS-VR. Disponuje výkonnějším GPU zvládající až 4,2 teraflops a rychlejším CPU v taktu 2.13 GHz, oproti původnímu PS4 s grafikou 1,8 teraflops a CPU 1.6 GHz. V době vydání šlo o nejvýkonnější herní konzoli na světě, 7. listopadu 2017 však byla překonaná novou konzolí Xbox One X. Jelikož si uživatelé stěžovali na příliš hlučný ventilátor PS4 Pro, v listopadu 2018 vyšel novější typ CUH 7216B, který již disponuje výrazně tišším chlazením.

### Speciální edice
V srpnu 2018, k oslavě 500 milionů prodaných konzolí PlayStation, připravila Sony 50 000 kusů konzolí PS4 Pro Limited Edition „500 Million“. Hlavní změnou této limitované edice je větší úložný prostor 2 TB, k dalším patří průsvitně tmavě modrý odstín konzole i ovladačů a pamětní měděná destička na přední straně. V balení je mimo ovladače a sluchátek rovněž PlayStation Camera a vertikální podstavec.